# Sirrah
Sirrah oder Alpheratz, auch Alpha Andromedae (α And), ist ein spektroskopischer Doppelstern im Sternbild Andromeda. Das System befindet sich in einer Entfernung von etwa 100 Lichtjahren. Die beiden Eigennamen Sirrah und Alpheratz gehen auf den arabischen Ausdruck سرة الفرس / sirrat al-faras / ‚Pferdenabel‘ zurück. Sirrah befindet sich am nordöstlichen Ende des Pegasusquadrates (Herbstviereck). In manchen älteren Sternkarten wird Sirrah daher nicht zum Sternbild Andromeda, sondern zum Pegasus gezählt und als δ Pegasi (Delta Pegasi) bezeichnet. Seit die heutigen Sternbildgrenzen 1930 festgelegt wurden, ist die Bezeichnung δ Pegasi aber nicht mehr gebräuchlich. 
Die IAU Working Group on Star Names (WGSN) hat am 30. Juni 2016 den Eigennamen Alpheratz als standardisierten Eigennamen für diesen Stern festgelegt.

## Lage am Himmel
Der helle Stern ist auch Bestandteil der Fünfsternreihe, die vom Perseus über die Andromeda bis zu Beta Pegasi führt. Zusammen mit seinem südlichen Nachbarstern Algenib (γ Pegasi) markiert er annähernd den "Nullmeridian" des Sternhimmels, den Meridian mit dem Koordinatenwert Rektaszension = Null.

## Sternphysik
Sirrah hat eine scheinbare Helligkeit von +2,07 mag. Der Stern ist ein blauer Unterriese des Spektraltyps  B9 und ist der scheinbar hellste Vertreter der Klasse der Quecksilber-Mangan-Sterne. Daher zeigen sich in seinem Spektrum die ungewöhnlichen Linien der Elemente Mangan, Quecksilber, Gallium sowie Europium. Seine Oberflächentemperatur beträgt ca. 13.000 Kelvin und seine Leuchtkraft übersteigt die der Sonne um das 200-fache. Er gehört der Klasse der veränderlichen Sterne vom Typ α Canum Venaticorum an und seine scheinbare Helligkeit schwankt mit einer Periode von 23,2 Stunden zwischen den Werten 2,02 und 2,06 mag.
Nach neuesten Forschungen und Berechnungen hat Sirrah den 2,7-fachen Sonnendurchmesser. Als spektroskopischer Doppelstern wird die Hauptkomponente mit einer Periode von 96,7 Tagen von einem Begleitstern umrundet.